# Drolshammer-Bremse

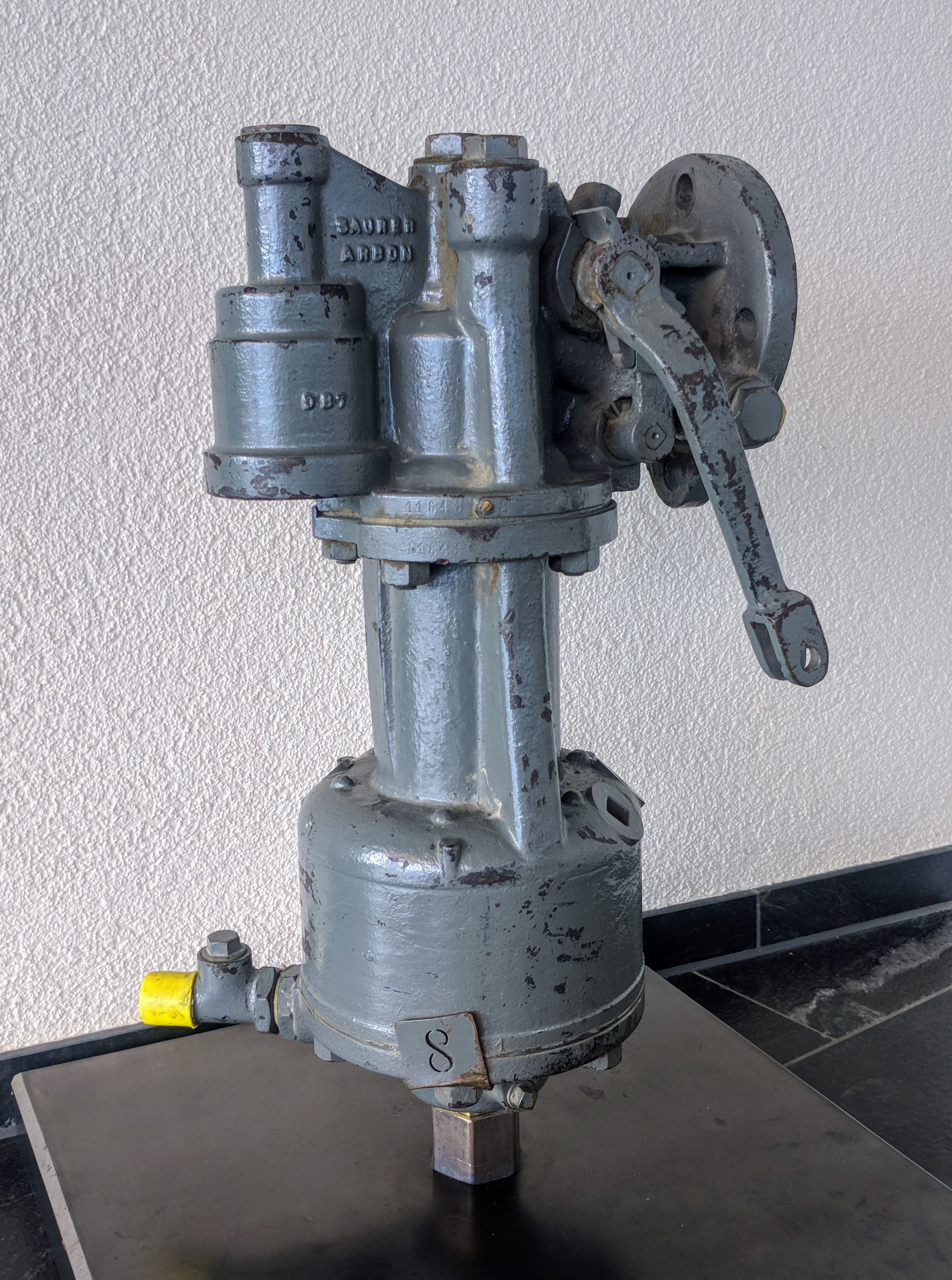
Steuerventil der Drolshammer-Bremse in ausgebautem Zustand

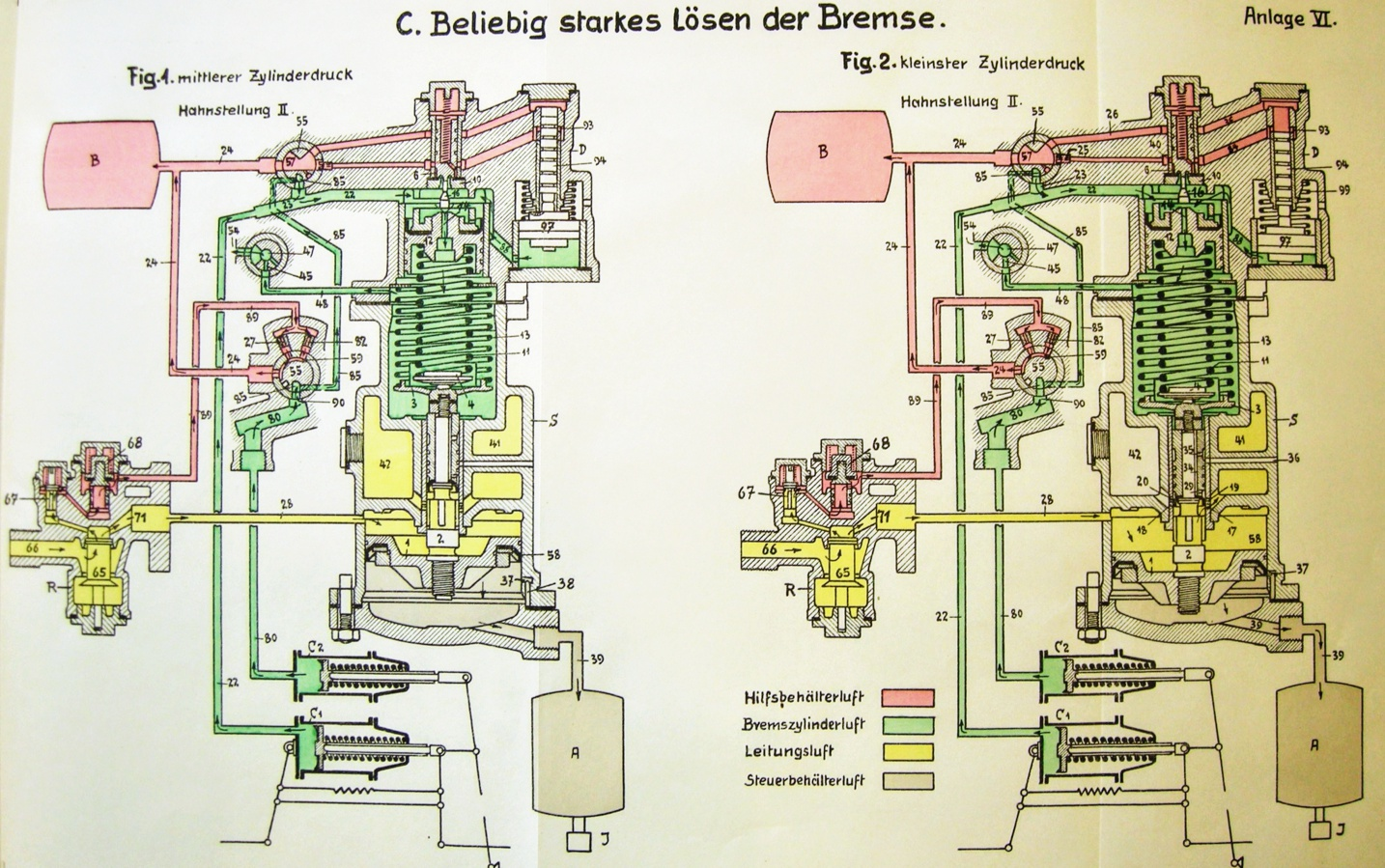
Funktionsprinzip Drolshammer-Bremse während des Lösens der Bremse

Die Drolshammer-Bremse war eine selbsttätig wirkende und mehrlösige Druckluftbremse für Güterzüge, welche auch auf steilen Transitstrecken in gebirgigem Gelände, wie zum Beispiel der Nord-Süd-Achse am Gotthard, eingesetzt werden konnte. Im Gegensatz zur Kunze-Knorr-Bremse verwendete die Drolshammer-Bremse keine Schieber, sondern kolbengesteuerte Ventile. Dadurch wurden mehrere Vorteile, wie kürzere Reaktionszeiten und geringere Unterhaltskosten, erreicht. Das Steuerventil war unempfindlich gegen Druckverluste und arbeitete auch bei kleinen Lösestufen einwandfrei.
In verschiedenen praktischen Versuchseinsätzen hatten sich die Schweizerischen Bundesbahnen (SBB) vom zuverlässigen Funktionieren der Drolshammer-Bremse im Alltag überzeugen können. Im August und September 1927 führten die SBB deshalb dem UIC-Unterausschuss einen Versuchszug mit Steuerventilen der Bauart Drolshammer vor. Am 28. November 1928 beschloss der Verwaltungsrat der SBB, 15.000 Güterwagen mit der Drolshammer-Bremse auszurüsten. Sie war bei der SBB ab 1929 in routinemäßigem Einsatz. Einzelne Exemplare sind in sogenannten „Planet-Wagen“ bis heute (Stand 2013) in Betrieb.
Entwickelt wurde die Drolshammer-Bremse vom norwegischen Erfinder Ivar Drolshammer (geboren: 1884 in Drammen, Norwegen – verstorben: 1954 in Erlenbach ZH, Schweiz).

## Geschichte und Einführung der Drolshammer-Bremse bei den SBB
Ein knappes Jahrzehnt nach dem Ende des Ersten Weltkriegs gelang den Bahnen Europas die Umsetzung einer der wichtigsten technischen Verbesserungen, die eine Erhöhung der Sicherheit, eine Steigerung der Produktivität und gleichzeitig eine Senkung des Personalbestandes erlaubte: die Einführung der automatischen Druckluftbremse für Güterzüge. Die Bremse konnte freizügig auf allen normalspurigen Strecken, auch auf Gebirgsbahnen mit großen Gefällen wie am Gotthard, Semmering, Arlberg oder Mont Cenis eingesetzt werden. Das Vorhaben erforderte einen schrittweisen Umbau des großen Parks an bestehenden Güterwagen. Die dazu notwendigen Investitionen sollten dank der erzielten Einsparungen im Betrieb innerhalb eines Jahrzehnts amortisiert werden können.
Die technischen Bedingungen für die Zulassung einer Druckluftbremse für Güterzüge wurden vom 1921 gegründeten Internationalen Eisenbahnverband (Union Internationale des Chemins de Fer, abgekürzt UIC) in Paris festgelegt. Die Technische Kommission dieses Verbandes beauftragte damit einen Unterausschuss aus leitenden Fachleuten der wichtigsten Europäischen Bahngesellschaften. Der Vorsitz dieses Unterausschusses wurde den SBB übertragen. Die SBB hatten die Entwicklung einer Druckluftbremse für Güterzüge bereits seit Jahren aktiv verfolgt und gefördert. 1923 unternahmen sie erste Betriebsversuche mit einer neuen Bremsbauart des aus Norwegen stammenden Ingenieurs Ivar Drolshammer. Dank intensiver Zusammenarbeit mit dem Erfinder gelang es den SBB 1927, die praktische Tauglichkeit der neuen Bremse mit umfangreichen Versuchsfahrten auch unter extremen Bedingungen nachzuweisen. 1928 beantragte daraufhin der Unterausschuss „Bremswesen“ der UIC, die Drolshammer-Bremse für den Einsatz im internationalen Verkehr zuzulassen. Die wichtigsten Meilensteine dieser bemerkenswerten Entwicklung werden nachstehend geschildert.

### Entstehung der Druckluftbremse
In der zweiten Hälfte des 19. Jahrhunderts entstand in Europa und in den USA ein regelrechter Boom beim Bau von Eisenbahnen, die bald zum Rückgrat der nationalen Transportnetze wurden. Erbaut und finanziert wurden sie in der Regel von privaten Gesellschaften in einem immer heftiger werdenden Wettbewerb um die erforderlichen hoheitlichen Konzessionen. Eisenbahnen wurden zum Symbol des technischen Fortschritts schlechthin; Lokomotiven, Brücken und Tunnel galten als Meisterleistungen der Ingenieurkunst. Erstaunlicherweise verblieb jedoch eine zentrale technische Komponente sozusagen auf dem Niveau der Postkutsche: gebremst wurden die Lokomotive und die Wagen mittels einer von Hand betätigten Klotzbremse. Lokomotivführer und Heizer bedienten die Bremse der Lok, mehrere auf dem Zug verteilte Bremser jene der Personen- und Güterwagen. Pfeifsignale des Lokomotivführers dienten als Befehle zum Anziehen oder Lösen der Bremsen auf den Wagen.
Es dauerte nicht lange, bis diese rudimentäre Methode an ihre Grenzen stiess. Schwere Unfälle wegen ungenügender Bremswirkung liessen den Ruf nach einer auf den ganzen Zug wirkenden, aber zentral vom Lokomotivführer gesteuerten Bremse laut werden. Dies- und jenseits des Atlantiks befassten sich zahlreiche Erfinder mit entsprechenden Projekten. Der Durchbruch erfolgte 1872, als der amerikanische Ingenieur George Westinghouse (1846–1914) die nach ihm benannte „automatische Druckluftbremse“ vorstellte.
Die Westinghouse-Bremse ermöglichte es, die Bremsen des ganzen Zuges sowohl von der Lokomotive als auch von jedem Wagen aus zu betätigen, und sie wirkte zudem selbsttätig bei Zugstrennungen infolge von Kupplungsbrüchen. Die Funktion beruht auf einer durchgehenden Druckluftleitung, die von der Lokomotive aus gespeist wird. Betriebsbereit ist die Bremse, sobald diese Leitung – als Hauptleitung bezeichnet – unter einem Überdruck von 5 Atm steht, mit welchem die auf allen Wagen eingebauten Hilfsluftbehälter gefüllt werden. Zum Einleiten einer Bremsung reduziert der Lokomotivführer den Druck in der Hauptleitung. Durch diese Druckabsenkung wird auf allen Wagen das sogenannte Steuerventil aktiviert, das Luft aus dem Hilfsluftbehälter in den Bremszylinder überleitet. Wird der Druck in der Hauptleitung zum Lösen der Bremse wieder erhöht, wechselt das Steuerventil seine Stellung: es verbindet die Hauptleitung erneut mit dem Hilfsluftbehälter und lässt die Luft aus dem Bremszylinder ins Freie entweichen. Die Westinghouse-Druckluftbremse erwies sich von Anbeginn als sehr zuverlässig und verbreitete sich in kurzer Zeit sowohl in den USA als auch in Europa. Sie hatte eine einzige Schwachstelle: die Bremswirkung ließ sich zwar durch Absenken des Hauptleitungsdrucks stufenweise erhöhen; sobald der Lokomotivführer den Hauptleitungsdruck aber wieder erhöhte, löste die Bremse auf dem ganzen Zug sofort vollständig aus. Die Bremse wird deshalb als „einlösig“ bezeichnet. Der Lokomotivführer musste besonders darauf achten, eine erneute Bremsung erst einzuleiten, nachdem der Druck in der Hauptleitung wieder den Sollwert von 5 Atm erreicht hatte. Andernfalls reduzierte sich die Bremsleistung derart, dass sich die Bremskraft allmählich nachließ. Dieser Nachteil haftete einem Konkurrenzprodukt des englischen Ingenieurs John Hardy (1820–1896) nicht an. Hardy wirkte später in Österreich. Seine Bremse arbeitete mit Unterdruck und war auch beim Lösen abstufbar und somit „mehrlösig“. Sie wurde in der Folge als Vakuumbremse bezeichnet.

### Druckluftbremse versus Vakuumbremse
Die beiden Firmen Westinghouse und Hardy lieferten einander angesichts des riesigen Markts in Europa ab 1880 einen erbitterten Kampf um die Vorherrschaft. Berichte über echte oder potentielle Schwachstellen des jeweiligen Konkurrenten füllten ganze Regale. Nach zehn Jahren war die Frage, die auch unter den Bahngesellschaften zeitweise zu einer Art Glaubenskrieg geführt hatte, entschieden. Die Druckluftbremse setzte sich sowohl aus technischen wie auch aus wirtschaftlichen Gründen gegen die Vakuumbremse durch, deren Komponenten zwar einfach, aber wesentlich schwerer waren. England und Österreich blieben als Einzige vorübergehend der Vakuumbremse treu.
Auch die fünf damaligen Hauptbahnen in der Schweiz (Nordostbahn, Vereinigte Schweizerbahnen, Zentralbahn, Jura-Simplon-Bahn und Gotthardbahn) hatten sich in dieser Streitfrage engagiert. Die Gotthardbahn setzte bei der Betriebsaufnahme 1882 vorerst auf die Vakuumbremse, stellte später aber auf die Druckluftbremse um.

### Das ungelöste Problem einer Bremse für schwere Güterzüge

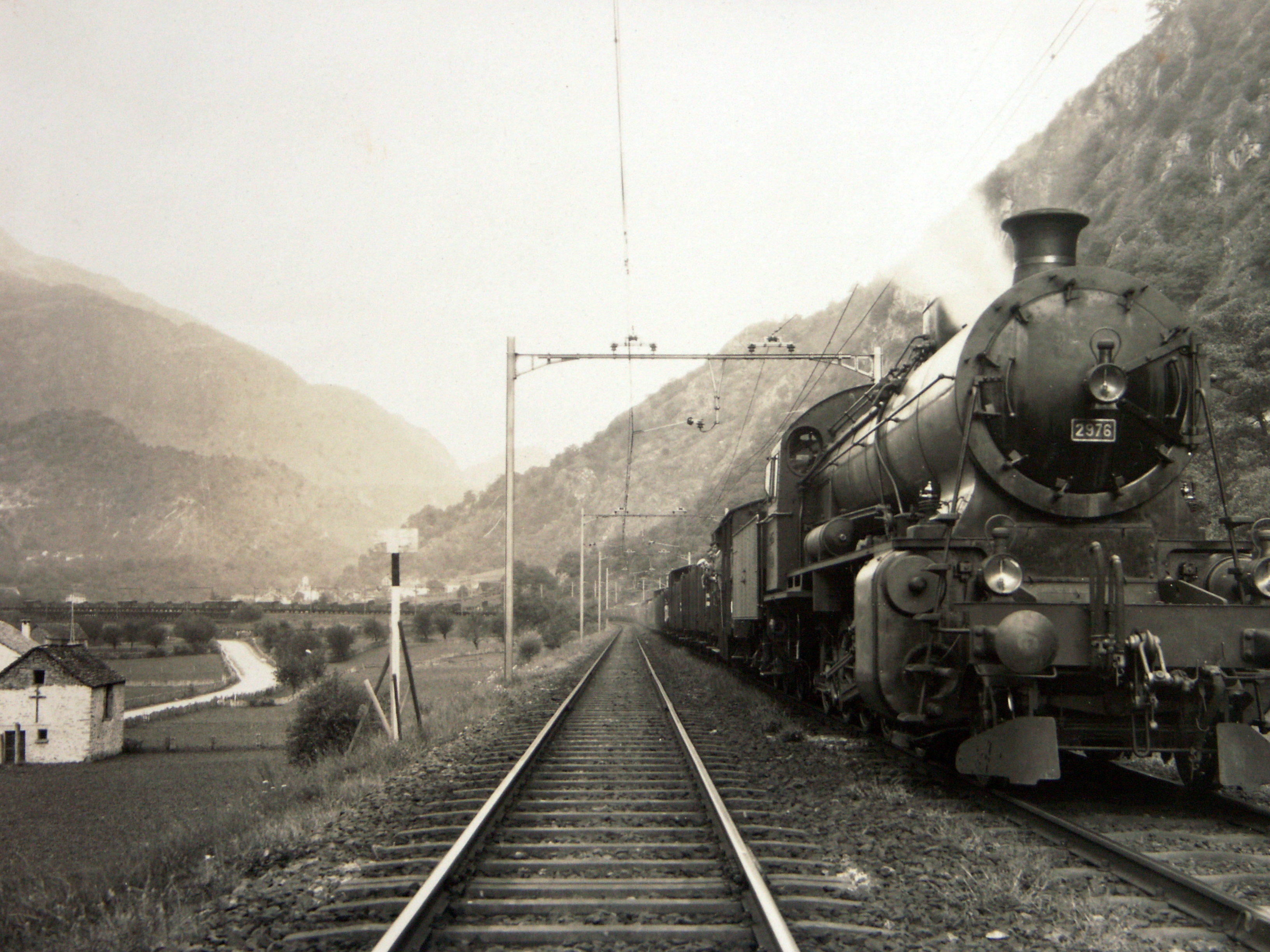
Versuchsfahrt mit der Drolshammer-Bremse 1927 mit einer langen Zugkomposition

Bis Ende des 19. Jahrhunderts waren in Europa die meisten Personen- und Schnellzüge mit einer durchgehenden Bremse ausgerüstet. Güterzüge verkehrten dagegen nach wie vor handgebremst, weil hier die technischen Anforderungen an eine durchgehende Bremse wesentlich schwieriger zu erfüllen sind als bei Personenzügen.
Güterzüge sind länger und enthalten sowohl leere als auch beladene Wagen, deren Bremskraft im Zugverband ganz unterschiedlich verteilt sein kann. Die Bremsung muss vorerst relativ sachte einsetzen und darf erst danach ansteigen, um gefährliche Zerrungen im Zug zu vermeiden. Zur sicheren Führung von langen Güterzügen im Gefälle ist zudem eine auch beim Lösen abstufbare Bremse unabdingbar, um ein allmähliches Nachlassen der Bremskraft mit Sicherheit auszuschließen. Die europäischen Länder und Bahnverwaltungen waren sich bewusst, dass die wirtschaftlichen Vorteile einer durchgehenden Güterzugbremse nur erreicht werden konnten, wenn sich eine solche uneingeschränkt im internationalen Verkehr einsetzen ließ. Dies wiederum erforderte den Abschluss eines entsprechenden internationalen Abkommens. Eine aus 17 Staaten zusammengesetzte „Internationale Kommission für die technische Einheit im Eisenbahnwesen“ versuchte 1909, die teilnehmenden Staaten zu verpflichten, eine einzige einheitliche Bauart einer derartigen Bremse einzuführen. Das in Bern vereinbarte Abkommen – als „Berner Programm“ bezeichnet – formulierte dazu bereits eine Reihe technischer Bedingungen. Der verfolgte Ansatz hätte jedoch unweigerlich zu einer industriellen Monopolsituation geführt und war deshalb politisch chancenlos. Der Erste Weltkrieg setzte den Arbeiten dann ein abruptes Ende.
Der nach dem Krieg in Paris gegründete Internationale Eisenbahnverband UIC war eine nichtstaatliche Organisation aller großen Bahngesellschaften. Der Verband erkannte die Bedeutung und Dringlichkeit des lang gehegten Anliegens und beauftragte einen professionell besetzten Unterausschuss „Bremswesen“, die nötigen Arbeiten unverzüglich aufzunehmen. 1926 einigte sich dieses Gremium unter der Leitung des damaligen Obermaschineningenieurs der Schweizerischen Bundesbahnen Max Weiss (1873–1930) auf 33 Bedingungen, denen eine zukünftige durchgehende Güterzugbremse zu genügen hatte.
Für die SBB als Betreiberin der Gotthard- und Simplonlinie waren zwei dieser Bedingungen besonders wichtig:
1. Der Vorrat an Bremskraft darf auch bei Fahrten auf langen und starken Gefällen nicht nachlassen. Die Bremse muss derart beschaffen sein, dass die längsten und stärksten auf Hauptstrecken vorkommenden Gefälle mit voller Sicherheit und möglichst geringen Schwankungen der vorgeschriebenen Geschwindigkeit befahren werden können.[4]
2. Die im internationalen Verkehr neu zuzulassenden Güterzugsbremsen müssen mit bereits zugelassenen Güterzugsbremsen einwandfrei zusammenarbeiten.[4]

### Versuchsfahrten mit der Drolshammer-Bremse

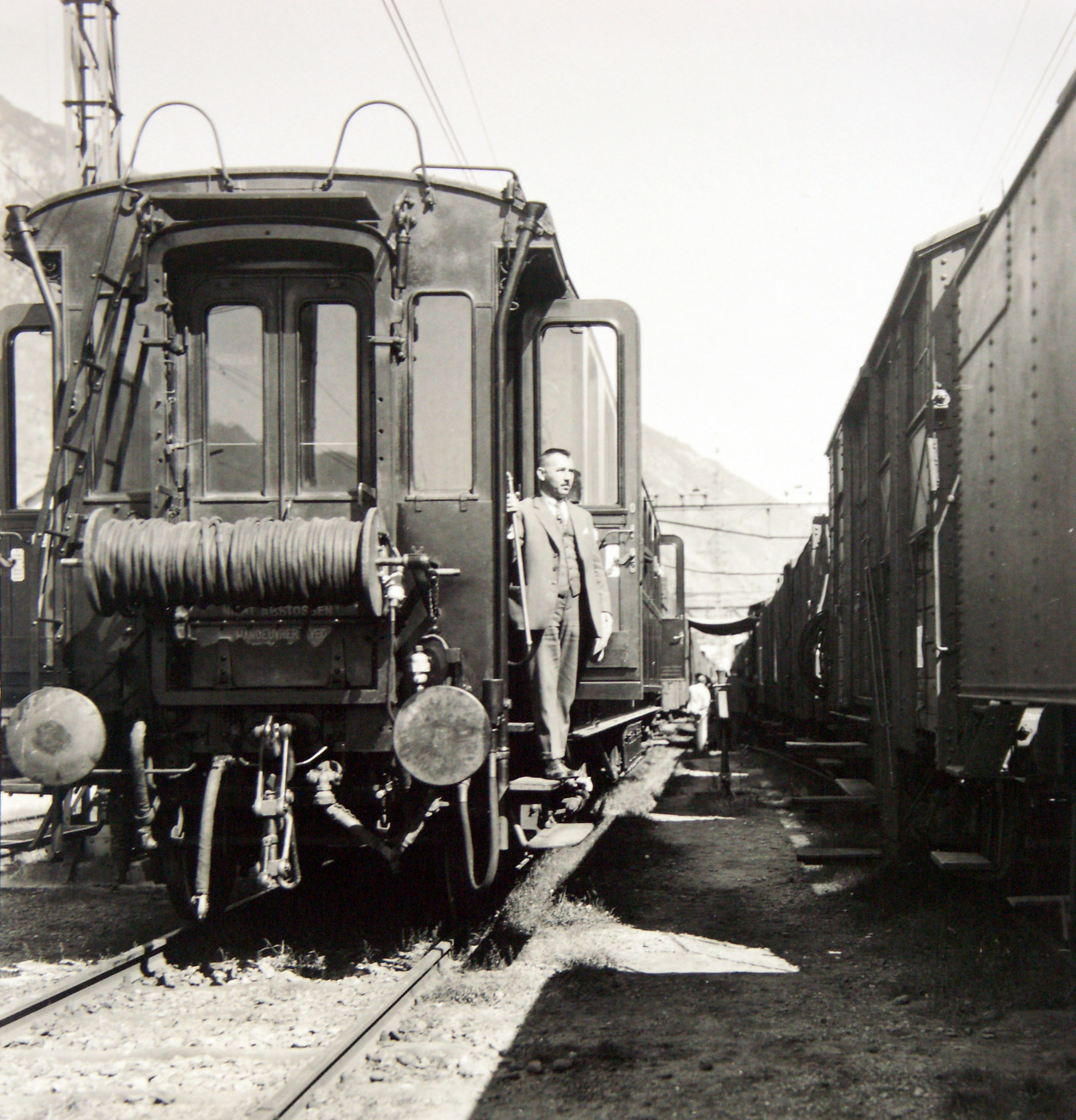
Der Erfinder Ivar Drolshammer während der Versuchsfahrten mit der Drolshammer-Bremse 1927

1927 erhielten mit Westinghouse und der deutschen Knorr-Bremse erstmals zwei Hersteller von Druckluftbremsen die Zulassung für Güterzüge im internationalen Verkehr. Beide Firmen hatten ihre bisherigen Personenzugsbremsen technisch modifiziert und erfüllten damit die neuen Bedingungen des UIC-Unterausschusses. Im Gegensatz dazu war das von Ivar Drolshammer entwickelte Steuerventil quasi unbelastet von der Vergangenheit: es verwendete konsequent modernere kolbengesteuerte Ventile anstelle der bisherigen Schieber und erreichte damit gleichzeitig mehrere Vorteile wie kürzere Reaktionszeiten und geringere Unterhaltskosten.
Das Steuerventil ist unempfindlich gegen Druckverluste und arbeitet auch bei kleinen Lösestufen einwandfrei. Bei der Handhabung der Bremse durch den Lokomotivführer zeigte sich die Drolshammer-Bremse auf langen Gefällestrecken ihren Konkurrenten zudem deutlich überlegen.
In verschiedenen praktischen Versuchseinsätzen hatten sich die Schweizerischen Bundesbahnen vom zuverlässigen Funktionieren der Drolshammer-Bremse im Alltag überzeugen können.
Im August und September 1927 führten die SBB deshalb dem UIC-Unterausschuss einen Versuchszug mit Steuerventilen der Bauart Drolshammer vor. Die Versuche umfassten Standmessungen am stehenden Zug im Bahnhof Biasca sowie Fahrversuche auf der Gotthard-Südrampe Airolo–Biasca und auf der Strecke Corbeil–Montereau in Frankreich. Für den Versuchszug wurden 82 zweiachsige Güterwagen, drei Beobachtungswagen, der sogenannte Dynamometerwagen und drei Dampflokomotiven des Typs C5/6 mit Drolshammer-Steuerventilen ausgerüstet. Weitere 20 Güterwagen ohne Druckluftbremse konnten als „Leitungswagen“ eingesetzt werden. Die Fahrten fanden mit einem Leerzug von 198 Achsen, einem teilweise beladenen Zug von 148 Achsen und einem voll beladenen Zug von 104 Achsen statt.
Die Versuche bestätigten das einwandfreie Funktionieren der neuen Bremse, welche die im Vorjahr definierten 33 Bedingungen für die internationale Zulassung vollumfänglich erfüllte. Aufgrund dieser Ergebnisse beantragte die Generaldirektion der SBB ihrem Verwaltungsrat am 28. November 1928, 15.000 Güterwagen mit der Drolshammer-Bremse auszurüsten und dafür einen Kredit von 15 Millionen Franken zu sprechen. An der Sitzung des Verwaltungsrats in Bellinzona wurde die große Bedeutung dieses Entscheids durch den damaligen Vorsteher des Eidgenössischen Post- und Eisenbahndepartements, Bundesrat Robert Haab, persönlich gewürdigt.

### Ausrüstung des Rollmaterials mit der Drolshammer-Bremse

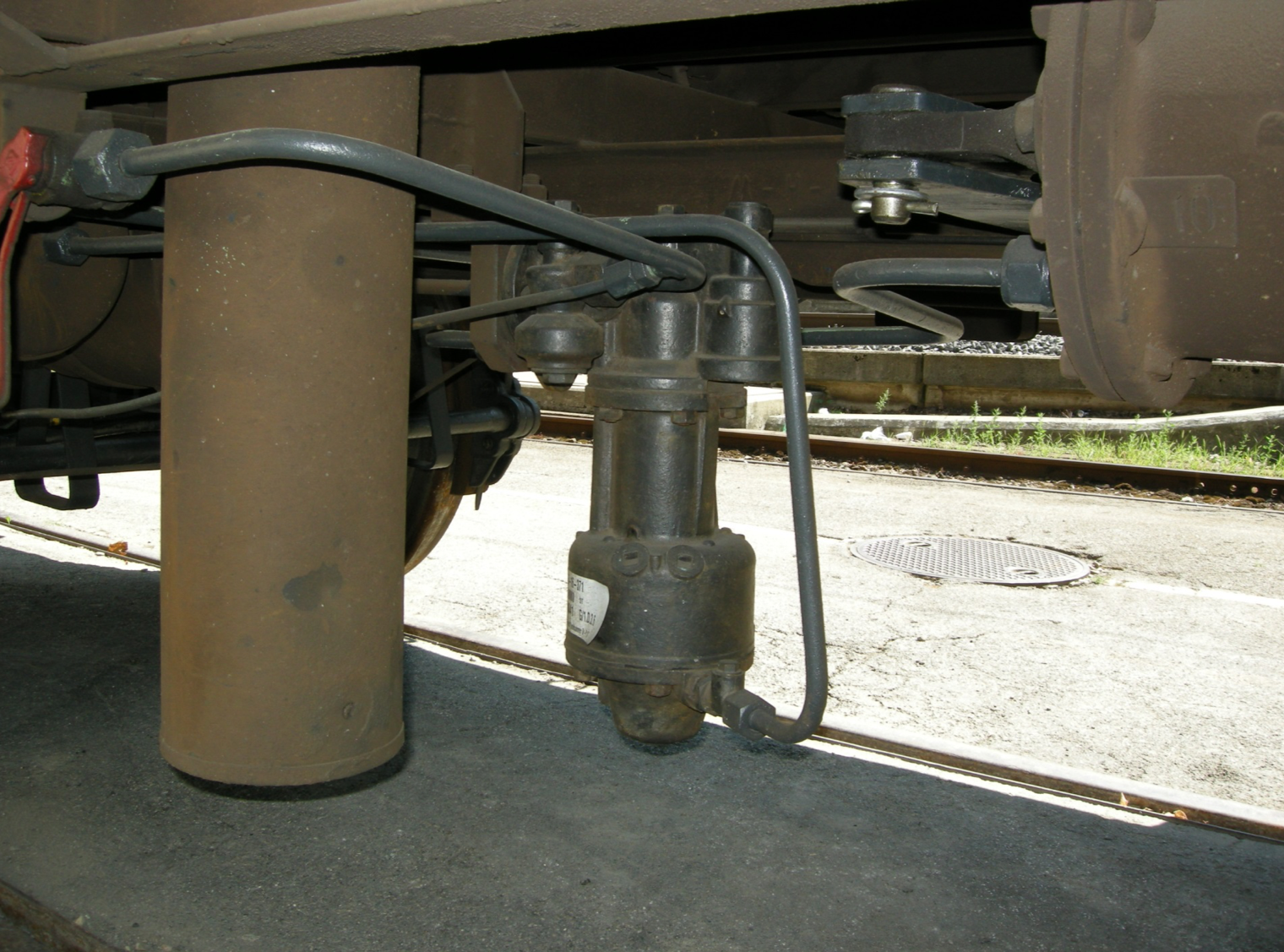
Steuerventil der Drolshammer-Bremse eingebaut in einen Güterwagen

Am 24. April 1929 verordnete der Bundesrat, die normalspurigen Güterwagen der Schweizer Bahnen mit der Drolshammer-Bremse auszurüsten. Diese Verordnung erstreckte sich auf die SBB, die Privatbahnen und die in der Schweiz immatrikulierten Privatgüterwagen. Zur Ausrüstung der Wagen mit den erforderlichen Einrichtungen wurde ein detailliertes Programm erstellt, das bis Ende des Jahres 1935 vollzogen werden musste.
Das Programm der SBB sah vor, 71 % von 14.827 Güterwagen auszurüsten, das heisst 66 % der offenen und 74 % der gedeckten Wagen. Im Umbauprogramm nicht enthalten waren die während der Einbauphase auszurangierenden 2600 und die neu zu beschaffenden 1400 Wagen. Die Privatbahnen wurden aufgefordert, möglichst viele Wagen umzubauen, weil wegen der großen Anzahl ausländischer Wagen ohne Druckluftbremse auf den Gefällestrecken noch während Jahren mit einem Mangel an spezifischer Bremsleistung gerechnet werden musste.
Bei der Beschaffung der notwendigen Bremsbestandteile kamen ausschließlich Schweizer Lieferanten zum Zug. Die SBB erstellten dafür detaillierte Unterlagen wie Zeichnungen, Lehren und Fabrikationsvorschriften. Besonderes Gewicht wurde auf die Austauschbarkeit gelegt, weil zum Teil verschiedene Firmen den gleichen Bestandteil herstellten.
Die Vergebung erfolgte schließlich auf Grund einer Submission an insgesamt 17 Lieferanten. In den mit dem Umbau betrauten Werkstätten wurden vorerst Musterwagen ausgeführt und alsdann bei grösseren Serien auf Fließbandfertigung umgestellt. Dank einer straffen Führung konnte das anspruchsvolle Umbauprogramm unter Einhaltung des Kosten- und Zeitrahmens erfolgreich abgewickelt werden. Die schrittweise Reduktion der Anzahl benötigter Bremser erfolgte ohne Entlassungen; die freiwerdenden Mitarbeiter wurden für den Einsatz im Güter- und Bahndienst umgeschult. Die an die Einführung der Drolshammer-Güterzugsbremse geknüpften wirtschaftlichen Ziele wurden problemlos erreicht. Die getätigten Investitionen von 15 Millionen Franken waren innerhalb eines Jahrzehnts amortisiert.
Nach dem Zweiten Weltkrieg entstanden in Europa verschiedene neue Steuerventile, die allesamt auf dem von Drolshammer entwickelten Prinzip funktionierten, aber modernere Komponenten verwendeten. Die Kolben mit ihren Dichtungen wurden durch verschleisslose Membranen aus Kunststoff ersetzt. Die SBB rüsteten in der Folge ihre neuen Wagen mit Steuerventilen der Bauart Oerlikon aus, die von der dort ansässigen Werkzeugmaschinenfabrik entwickelt und produziert wurden.
Die Oerlikon-Bremse verdrängte die Drolshammer-Bremse vor allem aus dem Grund, weil beim Drolshammer-Ventil – im Gegensatz zum Oerlikon-Ventil – keine Zusatz-Anbauten vorgesehen waren. Es war somit weniger flexibel einsetzbar als das Nachfolgemodell. Denn das Drolshammerventil kennt nur eine Bremsart und konnte somit nur als langsam wirkende Güterzugbremse betrieben werden. Auch die Lastabbremsung musste außerhalb des Steuerventils – meist auf mechanischem Weg, durch Verändern des Kraftdreieckes im Bremsgestänge – geregelt werden.

## Ivar Drolshammer (1884–1954)

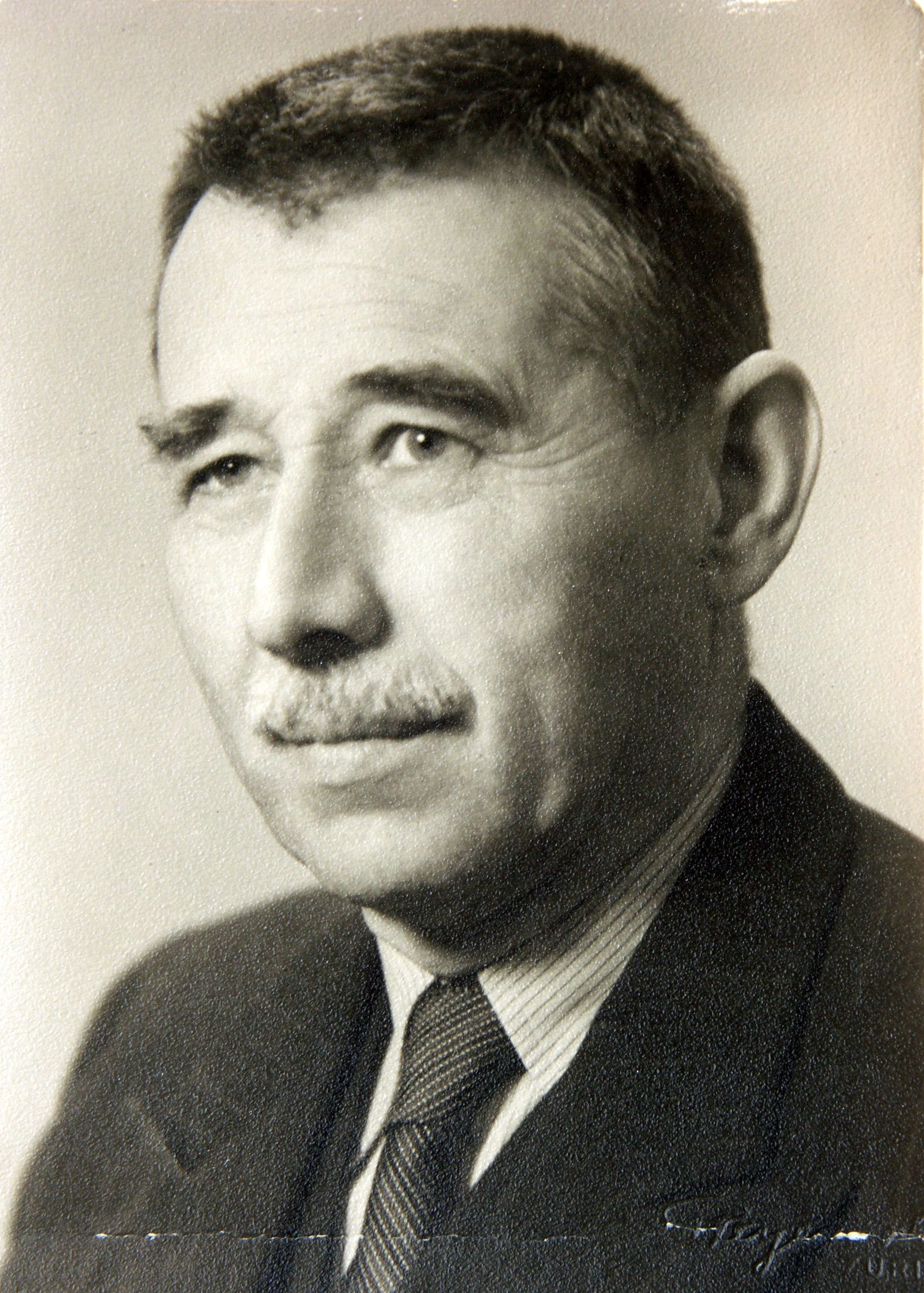
Ivar Drolshammer (1884–1954)

Ivar Drolshammer wurde am 23. Januar 1884 im norwegischen Drammen als Sohn von Gudbrand Olsen und Marthe Drolshammer geboren; er war das dritte von sechs Kindern. Als Neunzehnjähriger ging er auf die Ingenieursschule in Zwickau in Deutschland. Nach seiner Ausbildung hatte er verschiedene Stellen in der Bergbaumaschinenindustrie in Essen und Mülheim an der Ruhr inne. Anschließend arbeitete er zehn Jahre als technischer Leiter einer Maschinenfabrik in Isselburg am Niederrhein. Schwerpunkt seiner Tätigkeit war hier die Optimierung/Entwicklung von Bremssystemen an Stollenbahnen, welche bei den meist steilen Zufahrtsstrecken zu tiefliegenden Stationen sehr hohen Ansprüchen zu genügen hatten. Sein Thema waren zunächst hydraulische, später pneumatische Bremstypen. Zunehmend gelangte er dabei zur Überzeugung, dass seine Ideen auch bei Eisenbahnen Anwendung finden könnten. Eine besondere Herausforderung stellten für ihn Bergbahnstrecken dar, insbesondere die Bremsung schwerer Güterzüge bei starken Gefällen. Seine Erfinderideen erfüllten ihn mittlerweile derart, dass er schlussendlich den Schritt in die Selbständigkeit wagte und sich voll deren Vertiefung widmete. Es resultierte eine durchgehende automatische Güterzugs-Druckluftbremse, die Drolshammer-Bremse.
Drolshammer präsentierte seine Erfindung in der Schweiz, wo in Anbetracht wichtiger Transitstrecken in gebirgigem Gelände – insbesondere der europäisch bedeutenden Nord-Süd-Achse am Gotthard – Interesse zu erwarten war. Die Schweizerischen Bundesbahnen gingen das Wagnis ein und entschieden sich, die Neukonstruktion zu prüfen. Unter Kontrolle einer internationalen Kommission von Bremsfachleuten wurde 1927 in umfangreichen Testserien mit langen Zügen am Gotthard und in der Ebene begonnen. Das System überzeugte; es erfüllte die Bedingungen des Internationalen Eisenbahnverbandes voll und wurde in der Folge für den Verkehr zertifiziert. Die Patente wurden von der SBB übernommen, den Produktionsauftrag erhielt unter anderem die Firma Saurer.
Im Zuge obiger Entwicklung wünschte die SBB, dass Ivar Drolshammer mit seiner Gattin und zwei Kindern in die Schweiz umsiedle – somit zogen 1928 alle in Erlenbach ZH, Schweiz ein. Von hier aus wurden die letzten Ingenieurarbeiten fertiggestellt. Ivar Drolshammer verstarb am 20. Juni 1954 im 71. Lebensjahr in Erlenbach ZH, Schweiz.